# Die Dumme Dänen
Die Dumme Dänen er et dansksproget band dannet i 2005 med elementer fra rap og heavy metal.

## Historie
Bandet er oprindeligt dannet af Nicolai Schneekloth og Clemens Legolas Telling, som mødte hinanden til et privat arrangement i 2005, hvor de spiller sammen for første gang. 
I 2005 afholdes der bas- og trommeauditions med forskellige musikere fra det københavnske musikmiljø. Her fik bandet to nye medlemmer: Troels Drasbech på trommer og Nikolai Storr-Hansen på bas. Nikolai Storr-Hansen vælger i foråret 2007 at forlade Die Dumme Dänen. Han erstattes af bassisten Jakob Falgren som spiller 11 koncerter af bandets næsten 60 jobs store forårstour. Da Jakob Falgren bliver tilbudt at spille verdenstour med James Morrison står Die Dumme Dänen igen uden bassist. Bandet spiller resten af 2007 touren færdig med bassisten fra bandet "A Kid Hereafter", Hans Find Møller.

## Die Dumme Dänen
Die Dumme Dänen signer i 2006 med majorlabel Sony/BMG med Jon Schumann som A&R og bookingbureauet KML(Keep Music Live) med Anders Reenberg som manager.
Die Dumme Dänen udgiver samme år pladen "Spænd Hjelmen". Pladens tekstuelle univers kredser om flere samfundsaktuelle betragtninger med udgangspunkt i en opsang til den danske befolkning. Pladen leverede tre singler og videoer til numrene "Kanal Nul" og "Kors Og Flag" og "Sommerpunk", hvor de to første singler hittede en del på de danske radio og TV stationer. "Kanal Nul" gik ind som nummer 2 på DR´s Boogie listen, hvor den lå i top fem placeringer i 8 uger samt lå i rotation på landets radiostationer. "Kors og Flag" gik ind som nummer 1 to steder i DK! Den gik ind som nummer 1 på DR´s "Boogie Listen" hvor den lå med top fem placeringer i 7 uger. Ydermere gik "Kors og Flag" ind som nummer 1 på nordjyllands radio ANR, hvor den lå i top 20 placeringer i 17 uger!
Die Dumme Dänen kan også opleves på kunstercombilation pladen "Protestsange.dk" (udgivet på Playground 2006) med protestsangen "Når bomben springer".
Die Dumme Dänen medvirkede i 2007 også i DR´s programmet "Mission Integration" med nummeret "Gør En Forskel", hvor bandet fik til opgave at skrive og indspille et nummer på én uge. På nummeret medvirker desuden parkens direktør Don Ø, Hanne Beck Hansen og DR´s generaldirektør Kenneth Plummer med speaks.

## Stil
Bandets musikalske genre er en blanding mellem heavy metal og rap. Denne blanding er efterhånden en brugt kombination og bandet henter blandt andet inspiration fra bands som Tool, Soundgarden, Helmet, Urban Dance Squad og Public Enemy
Teksterne er på dansk, og det er Clemens Legolas Telling, der forfatter dem. Musikken er hovedsageligt skrevet af Nicolai Schneekloth og arrangeret i samarbejde med bandets trommeslager Troels Drasbeck

## Albums
- Spænd Hjelmen, som har blandt temaerne i lyrikken har stofmisbrug, krigen i Irak, skattegæld og unge mennesker.

Bandet har desuden indspillet 3 videoer til hhv. Kanal Nul, Kors & Flag og "Sommerpunk"
Kan ses på bandets myspace/dedummedanskere samt på youtube.

## Eksterne Henvisninger
- http://www.myspace.com/dedummedanskere Arkiveret 6. august 2009 hos  Wayback Machine
- http://www.diedummedänen.dk(Webside+ikke+længere+tilgængelig)